# Claudia Acte
Pour les articles homonymes, voir Acte.
Claudia Acte ou Acté est une esclave affranchie qui fut la maîtresse de l'empereur romain Néron. Elle venait d’Asie Mineure et serait devenue esclave de l’empereur Claude après l’expansion de l’Empire romain en Lycie et Pamphylie, où elle fut achetée plus tard par Octavie, la fille de Claude.

## Relation avec Néron
L’empereur Claude, oncle d'Agrippine la Jeune, la mère de Néron, épouse sa nièce en 49 ap. J.-C.. Il devient ainsi le beau-père de Néron, tandis que la fille qu'il a eue avec Messaline, Octavie, devient la belle-sœur de Néron. Néron et Octavie se marient en 53 ap. J.-C. et Néron devient empereur en 54, après la mort de son grand-oncle et beau-père, apparemment empoisonné, selon les historiens contemporains, par sa nièce et épouse, Agrippine.
En 55, encouragé par Sénèque et Burrus et contre l'avis d'Agrippine, Néron fait d’Acte sa maîtresse. Sénèque est inquiet du fait que son jeune élève ne soit pas satisfait par son épouse, Octavie, et puisse se laisser aller à des exploits sexuels risqués. Acte offre un exutoire et une source de séparation d’avec Agrippine. Sénèque et Burrus ne sont pas en très bons termes avec Agrippine et sont inquiets de son influence et de ses méthodes politiques, surtout après l’empoisonnement supposé de Claude. La relation de Néron avec Acte est cachée pour ne pas porter préjudice à son mariage éminemment politique avec Octavie. Othon, Claudius Sénèque et Annaeus Serenus aident Néron et Acte à se rencontrer secrètement. Serenus, un protégé de Sénèque, prétend même qu’Acte est sa maîtresse pour écarter les soupçons.
Le couple se rencontre alors que Néron a seulement 17 ans et leur relation passionnée dure au moins trois ans. Néron exprime le désir d’épouser Acte et fait fabriquer une généalogie la faisant descendre d'Attale Ier, roi de Pergame. Il soudoie d'anciens consuls pour attester de sa royale origine, manœuvre qui met Agrippine en colère, elle qui est si fière et consciente de son ascendance patricienne.

## Influence sur la politique
En tant que maîtresse de Néron, Acte a la possibilité d'exercer une influence considérable sur l’Empire romain, même si son rôle réel n’est pas bien connu. On raconte qu’Agrippine exerçait une emprise érotique sur son fils et qu’Acte conseilla à Néron de résister à cette emprise, par peur pour sa propre sécurité et avec l’encouragement de Sénèque. Elle avertit Néron des répercussions éventuelles sur l’armée si l’inceste avec sa mère était rendu public. La relation entre Néron et Acte réduisit l’influence d’Agrippine sur son fils et, donc, son influence politique. Les efforts croissants d’Agrippine pour les séparer ne firent qu'accroître l’attachement de Néron. Les conflits qui en résultèrent conduisirent Néron à prendre le contrôle absolu de l’Empire et à ordonner finalement l’assassinat de sa mère.

## Richesse
Les propriétés d’Acte à Velletri, Pouzzoles et en Sardaigne attestent de sa richesse considérable, accumulée alors qu’elle était la maîtresse de Néron. En 58 elle est supplantée par Poppée mais elle quitte la scène impériale en possession d’esclaves et de propriétés. Après la mort de Néron, avec l’aide de deux anciennes nourrices de l’empereur, elle lui offre des funérailles dignes d'un Romain. Elle lui met une monnaie sous la langue et sur les yeux et brûle le corps sur un bûcher. Elle dépose ses restes dans une tombe des Domitii, la famille du père biologique de Néron sur le Pincio. Suétone dit qu’elle paya 200 000 sesterces pour les funérailles. On retrouve beaucoup d’inscriptions relatives à ses esclaves et affranchis.
Les chercheurs modernes considèrent improbable qu’elle soit chrétienne bien que quelques-uns de ses esclaves soient de foi chrétienne.[réf. nécessaire]
L’épitaphe d’Acte a été retrouvée à Velitrae.

## Dans la culture populaire

### Littérature
Suétone dans la Vie des douze Césars évoque la présence de Acté après le suicide de Néron en ces termes:

« Ses restes furent enfermés par ses nourrices Eglogé et Alexandria, aidée par sa concubine Acté, dans le tombeau de famille des Domitius que l'on aperçoit du Champ de Mars sur la colline des Jardins »

Ernest Renan évoque la personne de Claudia Acte quand il écrit en 1873 dans l'Antéchrist : 

« Cette pauvre fille, humble, douce,... fut le premier amour de Néron adolescent. Elle lui fut fidèle jusqu'à la mort, nous la retrouvons à la villa de Phaon, rendant pieusement les derniers devoirs au cadavre dont tout le monde s'écartait avec horreur... Le jour où Acté a déposé le cadavre sanglant de Néron dans la sépulture des Domitius, elle pleura sans doute sur la profanation des dons naturels connu d'elle seule. »

Héroïne éponyme du roman d'Alexandre Dumas, elle apparaît dans celui d'Henryk Sienkiewicz, Quo vadis ? (1896) qui s'en est inspiré, dans le roman The Emperor’s exile de Simon Scarrow (en), et dans la série de bande dessinée Murena, où son nom s'écrit « Acté », avec un accent aigu.

### Peinture

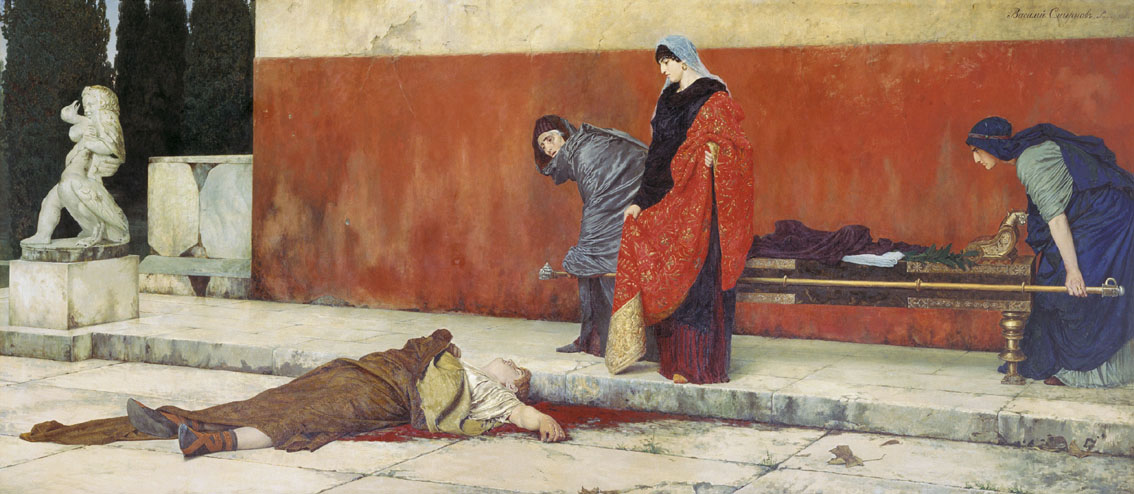
Vasilli Smirnov, 1888, La Mort de Néron

Claudia Acte apparaît sur le tableau du peintre russe Vassili Smirnov, intitulé La Mort de Néron, réalisé en 1888 alors que l'artiste résidait à Rome.

### Sources antiques
- Tacite, Annales, 13.12, 13.46, 14.2
- Suétone, Vies des Douze Césars: Néron 28, 50, sur le site LacusCurtius
- Dion Cassius, Histoire romaine 61.7

### Articles
- Gurvane Wellebrouck, « Claudia Acte : Le destin d’une affranchie », Bulletin de l'Association Guillaume Budé, vol. 1, no 1,‎ 2017, p. 97–122 (ISSN 0184-6957, lire en ligne, consulté le 16 août 2023).
- (en) Peter H. O'Brien, « Acte », dans Anne Commire, Women in World History : 25,000 Women through the Ages, vol. I : A-L, Waterford, Yorkin Publications, 2007 (ISBN 0-7876-7676-4), p. 7.
- Attilio Mastino et Paola Ruggeri, « "Claudia Augusti liberta Acte", la liberta amata da Nerone ad Olbia », Latomus, vol. 54, no 3,‎ 1995, p. 513–544 (ISSN 0023-8856, lire en ligne, consulté le 17 août 2023).